# Adolf Strümpell
Pour les articles homonymes, voir Strümpell.
Ernst Adolf Gustav Gottfried von Strümpell, né le 29 juin 1853 à Neu-Autz, Courlande et mort le 10 janvier 1925 à Leipzig est un médecin interniste et neurologue allemand. Il était le fils du philosophe Ludwig von Strümpell (1812-1899).

## Biographie
Élève de Karl Reinhold August Wunderlich et de Carl Thiersch (de), il prend en 1883 la succession du professeur Erb à Leipzig. Il est titulaire de la chaire de médecine interne à Erlangen à partir de 1886.
Il est l'auteur de nombreux travaux notamment sur la paraplégie spastique héréditaire, décrite également par le Français Lorrain.
Il décrit l'encéphalite aiguë disséminée (EAD) en 1885 et la polymyosite en 1891. En 1898, il complète la description de la pseudo-sclérose de Westphal, une entité dont on fit ultérieurement une forme clinique de la maladie de Wilson.
Il fut parmi les premiers au XIXe siècle, à donner une description complète de la spondylarthrite ankylosante, en même temps que le Français Pierre Marie et le Russe Vladimir Bechterew.
Une année après la parution de son Lehrbuch der Speciellen Pathologie und Therapie der inneren Krankheiten für Studirende und Ärzte, 2 Bände, Leipzig 1883,  il autorise, dès juillet 1884, une première traduction par le Dr Joseph Schramme (de l'hôpital St-Jean à Bruges) sous le titre de Traité de pathologie interne, ouvrage qui devient une  référence pour les facultés françaises et belges.
Vers la fin de sa vie, il fait paraître son autobiographie intitulée : Aus dem Leben eines deutschen Klinikers (La Vie d'un clinicien allemand), 1924.